# El Almendro (Nicaragua)
El Almendro è un comune del Nicaragua facente parte del dipartimento di Río San Juan.